# Campionati mondiali juniores di sci alpino 1993
I Campionati mondiali juniores di sci alpino 1993, 12ª edizione della manifestazione organizzata dalla Federazione Internazionale Sci, si svolsero in Italia, a Montecampione e Colere, dal 2 al 7 marzo; il programma incluse gare di supergigante, slalom gigante, slalom speciale e combinata, sia maschili sia femminili, e di discesa libera maschile.

## Risultati

### Uomini

#### Discesa libera
| Pos. | Atleta             | Nazione     | Tempo   |
| ---- | ------------------ | ----------- | ------- |
| 1    | Gaëtan Llorach     | Francia     | 1:28,27 |
| 2    | Josef Strobl       | Austria     | 1:28,53 |
| 3    | Massimiliano Iezza | Italia      | 1:29,04 |
| 4    | Georges Mendes     | Francia     | 1:29,25 |
| 5    | Andreas Schifferer | Austria     | 1:29,29 |
| 6    | Maurizio Feller    | Italia      | 1:29,39 |
| 7    | Davide Cordani     | Italia      | 1:29,43 |
| 7    | Jason Rosener      | Stati Uniti | 1:29,43 |
| 9    | Jōji Kawaguchi     | Giappone    | 1:29,62 |
| 9    | Ryan Webb          | Stati Uniti | 1:29,62 |

Data: 4 marzo

#### Supergigante
| Pos. | Atleta             | Nazione  | Tempo   |
| ---- | ------------------ | -------- | ------- |
| 1    | Massimiliano Iezza | Italia   | 1:38,79 |
| 2    | Maurizio Feller    | Italia   | 1:38,87 |
| 3    | Josef Strobl       | Austria  | 1:38,98 |
| 4    | Matteo Nana        | Italia   | 1:39,61 |
| 5    | Gaëtan Llorach     | Francia  | 1:39,81 |
| 6    | Jürg Grünenfelder  | Svizzera | 1:40,14 |
| 7    | Audun Grønvold     | Norvegia | 1:40,18 |
| 8    | Gašper Kontrec     | Slovenia | 1:40,27 |
| 9    | Andreas Schifferer | Austria  | 1:40,38 |
| 10   | Georges Mendes     | Francia  | 1:40,63 |

Data: 2 marzo

#### Slalom gigante
| Pos. | Atleta                | Nazione  | Tempo   |
| ---- | --------------------- | -------- | ------- |
| 1    | Josef Strobl          | Austria  | 2:06,45 |
| 2    | Jōji Kawaguchi        | Giappone | 2:07,55 |
| 3    | Frédéric Marin-Cudraz | Francia  | 2:08,06 |
| 4    | Jürg Grünenfelder     | Svizzera | 2:08,15 |
| 5    | Chad Mullen           | Canada   | 2:08,26 |
| 6    | Gaëtan Llorach        | Francia  | 2:08,34 |
| 7    | Gašper Kontrec        | Slovenia | 2:08,36 |
| 8    | Patrice Manuel        | Francia  | 2:08,52 |
| 9    | Grégory Guignier      | Francia  | 2:08,80 |
| 10   | Matteo Nana           | Italia   | 2:09,20 |

Data: 5 marzo

#### Slalom speciale
| Pos. | Atleta          | Nazione     | Tempo   |
| ---- | --------------- | ----------- | ------- |
| 1    | Chip Knight     | Stati Uniti | 1:38,20 |
| 2    | Gaëtan Llorach  | Francia     | 1:38,38 |
| 3    | Jōji Kawaguchi  | Giappone    | 1:39,05 |
| 4    | Juha Järvi      | Finlandia   | 1:39,09 |
| 5    | Markus Kirchner | Austria     | 1:39,17 |
| 6    | Giorgio Rocca   | Italia      | 1:39,28 |
| 7    | Franz Klinger   | Austria     | 1:39,31 |
| 8    | Drago Grubelnik | Slovenia    | 1:39,35 |
| 9    | Izidor Jerman   | Slovenia    | 1:39,42 |
| 10   | Köbi Wyssen     | Svizzera    | 1:39,58 |

Data: 6 marzo

#### Combinata
| Pos. | Atleta                | Nazione  |
| ---- | --------------------- | -------- |
| 1    | Gaëtan Llorach        | Francia  |
| 2    | Jōji Kawaguchi        | Giappone |
| 3    | Josef Strobl          | Austria  |
| 4    | Gašper Kontrec        | Slovenia |
| 5    | Massimiliano Iezza    | Italia   |
| 6    | Andreas Ertl          | Germania |
| 7    | Richard Gravier       | Francia  |
| 8    | Chad Mullen           | Canada   |
| 9    | Jürg Grünenfelder     | Svizzera |
| 10   | Frédéric Marin-Cudraz | Francia  |

Data: 4-6 marzo

Classifica stilata attraverso i piazzamenti ottenuti
in discesa libera, slalom gigante e slalom speciale

### Donne

#### Supergigante
| Pos. | Atleta                   | Nazione  | Tempo   |
| ---- | ------------------------ | -------- | ------- |
| 1    | Isolde Kostner           | Italia   | 1:39,23 |
| 2    | Madlen Summermatter      | Svizzera | 1:39,44 |
| 3    | Alessandra Merlin        | Italia   | 1:40,02 |
| 4    | Christiane Mitterwallner | Austria  | 1:40,33 |
| 5    | Mélanie Turgeon          | Canada   | 1:40,54 |
| 6    | Barbara Raggl            | Austria  | 1:40,74 |
| 7    | Stephanie Hoolahan       | Canada   | 1:40,83 |
| 8    | Renate Götschl           | Austria  | 1:40,97 |
| 9    | Melanie Schöffmann       | Austria  | 1:41,02 |
| 10   | Mojca Suhadolc           | Slovenia | 1:41,15 |

Data: 5 marzo

#### Slalom gigante
| Pos. | Atleta                   | Nazione  | Tempo   |
| ---- | ------------------------ | -------- | ------- |
| 1    | Karin Roten              | Svizzera | 2:06,03 |
| 2    | Morena Gallizio          | Italia   | 2:06,24 |
| 3    | Christiane Mitterwallner | Austria  | 2:06,59 |
| 4    | Martina Koschuttnigg     | Austria  | 2:06,74 |
| 5    | Barbara Raggl            | Austria  | 2:06,85 |
| 6    | Leila Demez              | Italia   | 2:07,48 |
| 7    | Alessandra Merlin        | Italia   | 2:07,71 |
| 8    | Isolde Kostner           | Italia   | 2:08,45 |
| 9    | Urška Hrovat             | Slovenia | 2:08,67 |
| 10   | Hilde Gerg               | Germania | 2:08,78 |

Data: 7 marzo

#### Slalom speciale
| Pos. | Atleta            | Nazione     | Tempo   |
| ---- | ----------------- | ----------- | ------- |
| 1    | Morena Gallizio   | Italia      | 1:16,22 |
| 2    | Renate Götschl    | Austria     | 1:17,18 |
| 3    | Urška Hrovat      | Slovenia    | 1:17,28 |
| 4    | Kristina Koznick  | Stati Uniti | 1:17,59 |
| 5    | Angela Zimmermann | Germania    | 1:17,69 |
| 6    | Mélanie Turgeon   | Canada      | 1:17,80 |
| 7    | Mojca Suhadolc    | Slovenia    | 1:17,95 |
| 8    | Vanessa Vidal     | Francia     | 1:18,66 |
| 9    | Ulrika Ramberg    | Svezia      | 1:19,03 |
| 10   | Alenka Dovžan     | Slovenia    | 1:19,05 |

Data: 4 marzo

#### Combinata
| Pos. | Atleta                   | Nazione  |
| ---- | ------------------------ | -------- |
| 1    | Morena Gallizio          | Italia   |
| 2    | Barbara Raggl            | Austria  |
| 3    | Mélanie Turgeon          | Canada   |
| 4    | Urška Hrovat             | Slovenia |
| 5    | Christiane Mitterwallner | Austria  |
| 6    | Isolde Kostner           | Italia   |
| 7    | Melanie Schöffmann       | Austria  |
| 8    | Alenka Dovžan            | Slovenia |
| 9    | Katja Koren              | Slovenia |
| 10   | Angela Zimmermann        | Germania |

Data: 4-7 marzo

Classifica stilata attraverso i piazzamenti ottenuti
in supergigante, slalom gigante e slalom speciale

## Medagliere per nazioni
| Pos. | Nazione     | Oro | Argento | Bronzo | Totale |
| ---- | ----------- | --- | ------- | ------ | ------ |
| 1    | Italia      | 4   | 2       | 2      | 8      |
| 2    | Francia     | 2   | 1       | 1      | 4      |
| 3    | Austria     | 1   | 3       | 3      | 7      |
| 4    | Svizzera    | 1   | 1       | 0      | 2      |
| 5    | Stati Uniti | 1   | 0       | 0      | 1      |
| 6    | Giappone    | 0   | 2       | 1      | 3      |
| 7    | Canada      | 0   | 0       | 1      | 1      |
| 7    | Slovenia    | 0   | 0       | 1      | 1      |